# Whirlo
Xandra no Daibōken: Valkyrie to no Deai (サンドラの大冒険 ワルキューレとの出逢い Sandora no Daibōken: Warukyūre to no Deai?, lit. La Gran Aventura de Xandra: Encuentro con Valkyrie) es un videojuego de acción-aventura y de plataforma que fue lanzado por Namco el 23 de julio de 1992 en Japón para sistema de videojuego Super Famicom, y en Europa y Australia como Whirlo después durance el mismo año. El juego fue relanzado en agosto de 1998 en formato de Nintendo Power.